# レジェンド・オブ・ヒーロー/中華英雄
『レジェンド・オブ・ヒーロー/中華英雄』（れじぇんどおぶひーろー ちゅうかえいゆう、原題：中華英雄、英語題：A Man Called Hero）は、1999年公開の香港映画。監督はアンドリュー・ラウ。主演はイーキン・チェン。原作は香港で大ヒットしたマー・ウィンシン（馬栄成）の漫画『中華英雄』。

## ストーリー
1910年代の中国。裕福な家に育ちながらも、「天乱孤星」（孤独の星）の下に生まれた華英雄（ファー・インション）は、師匠から奥義を伝授された日に、アメリカ人たちに家族を惨殺される。復讐を果たした華英雄は、国を脱し、アメリカに逃れることを決意。分かれることを恋人・潔瑜に告げたその晩二人は結ばれる。渡米した英雄を待ち受けていたのは苛酷な労働だった。ある日、潔瑜からの手紙を受け取り、子どもができたことを知る英雄。過酷な労働に耐えながら団結して生きる中国系移民とそれに敵意を抱く白人至上主義の団体が対立。これに、英雄の奥義を狙う日本の忍者や侍軍団が登場。四方八方で戦いが勃発。はるばる中国から英雄に会いに潔瑜は、この戦いに巻き込まれて命を落とす。悲嘆にくれる英雄は戦いにピリオドを打つために立ち上がる。

## キャスト
| 役名                     | 俳優                     | 日本語吹替   |
| ------------------------ | ------------------------ | ------------ |
| 華英雄（ワー・ヒーロー） | イーキン・チェン         | 家中宏       |
| 華劍雄（ソード）         | ニコラス・ツェー         | 川本克彦     |
| 潔瑜（ジェード）         | クリスティ・ヨン         | 山本雅子     |
| 生奴（シェーン）         | ジェリー・ラム           | 多田野曜平   |
| 鬼僕（シャドウ）         | ディオン・ラム（演）     | 吉田孝       |
| 鬼僕（シャドウ）         | ジョーダン・チャン（声） | 吉田孝       |
| 元武                     | ユン・ピョウ             | 松本保典     |
| 金傲（プライド）先生     | アンソニー・ウォン       | 堀川仁       |
| 無敵（ムテキ）           | フランシス・ン           |              |
| 羅漢（ラカン）           | ロー・ワイコン           |              |
| 銭無義（ビゴット）       | チョイ・ガムコン         | 星野充昭     |
| 金太保（デューク）       | マーク・チェン           | かわむら拓央 |
| 木修羅（ジュピター）     | スー・チー               | 増田ゆき     |
| 火四郎（マース）         | サム・リー               |              |
| 水賀（マーキュリー）     | ユン・ワイホー           |              |
| 土原権（サターン）       | 余家豪                   |              |
| 思傲（ケイト）           | グレース・イップ         |              |
| 白素蓮                   | チェン・ペイペイ         |              |
| 中華楼の主人             | ロナルド・ウォン         |              |
| ドラゴン司令官           | Thomas James Hudak Jr.   |              |

## スタッフ
- 原作：マー・ウィンシン（馬栄成）『中華英雄』
- 監督：アンドリュー・ラウ（劉偉強）
- 脚本：マンフレッド・ウォン
- 音楽：チャン・クォンウィン（陳光榮）
- 製作：バービー・タン、マンフレッド・ウォン
- 製作総指揮：レイモンド・チョウ（鄒文懐）
- 武術指導：ディオン・ラム（林迪安）